# Saint-Privé, Saône-et-Loire
Saint-Privé är en kommun i departementet Saône-et-Loire i regionen Bourgogne-Franche-Comté i östra Frankrike. Kommunen ligger i kantonen Buxy som tillhör arrondissementet Chalon-sur-Saône. År 2022 hade Saint-Privé 99 invånare.

## Befolkningsutveckling
Antalet invånare i kommunen Saint-Privé
| Referens: INSEE |